# Francesinha
La francesinha es un tipo de sándwich típico de la cocina lusa moderna. La variedad más conocida es la de Oporto, su ciudad de origen.

## Descripción
Se trata de una rebanada de pan de molde tostada, rellena de diversos tipos de embutidos y carne: jamón cocido, chipolata, mortadela, un filete de ternera o cerdo. Luego es recubierta con otra rebanada de pan de molde tostada y con lonchas de queso, el cual es después gratinado y bañado en una salsa picante hecha a partir principalmente de cerveza y tomate; en algunos casos se le agrega un huevo frito. Normalmente el comensal suele acompañar la francesinha con patatas fritas y una cerveza.
En Oporto y en toda la zona norte de Portugal es habitual que los restaurantes y bares sirvan francesinhas, algunos de los cuales tienen sus propias recetas con variantes, incluyendo pescado, mariscos o verduras. También difieren las salsas, ya que habitualmente los cocineros no revelan todos los ingredientes, aunque se sabe que los componentes básicos son cerveza, tomate, caldo de carne y picantes como cayena, guindilla, tabasco o piri-piri.

## Historia
Si bien existe cierta controversia acerca de su origen, se dice que este sándwich fue creado por el cocinero Daniel David Silva a su regreso de Bélgica, durante la década de 1960. Silva reversionó en su restaurante Regaleira el sándwich francés croque-monsieur añadiéndole carnes y salsa. Un cliente del restaurante, Júlio Couto, aseguró que probó el sándwich y propuso llamarlo francesinha por ser "picante y muy agradable", con el argumento de que entonces "las mujeres portuguesas eran muy conservadoras, pero las francesas no, eran más liberales".

## Fama
En abril de 2011 fue considerada por Aol Travel, una web sobre destinos turísticos a visitar, como uno de los 10 mejores sándwiches del mundo.
En distintas ciudades de la región de Oporto se celebran regularmente festivales de la francesinha, habitualmente con entrada gratuita y consumición paga, en los que distintos cocineros preparan diferentes versiones del sándwich. En los últimos años otras ciudades del centro y sur del país celebraron festivales de la francesinha.
Consumidores de francesinhas se reunieron en distintos grupos informales, como la Irmandade da Francesinha (Hermandad de la Francesinha), que desde 2010 probaron el sándwich en 45 locales gastronómicos de la zona de Oporto y los clasificaron según su calidad.

## Variedades
Existe una variedad de la francesinha creada en Póvoa de Varzim, llamada francesinha poveira. Desde la década de 1960, en el café Guarda-sol se prepara una versión con un pan especial, jamón, queso, salchichas, mantequilla, mostaza y salsa, aunque en otros establecimientos de la ciudad hacen la francesinha poveira sin salsa.
Si bien la receta original de la francesinha poveira era un sándwich para llevar (a la manera de un bocadillo de playa), el café Guarda-sol implementó posteriormente otra versión con más salsa que se sirve en plato y con acompañamiento de patatas fritas.